# Ølsted Sydstrand
Ølsted Sydstrand er en sommerhusby i Nordsjælland med 315 indbyggere  (2024). Ølsted Sydstrand er beliggende i Ølsted Sogn ved Roskilde Fjord fire kilometer syd for Ølsted, otte kilometer nord for Frederikssund og 24 kilometer nordvest for Hillerød. Byen tilhører Halsnæs Kommune og er beliggende i Region Hovedstaden.